# NGC 1983
NGC 1983 est un amas ouvert associé à une nébuleuse en émission situé dans la constellation de la Dorade. Cet amas et cette nébuleuse sont situés dans le Grand Nuage de Magellan. NGC 1983 a été découvert par l'astronome écossais James Dunlop en 1826. 

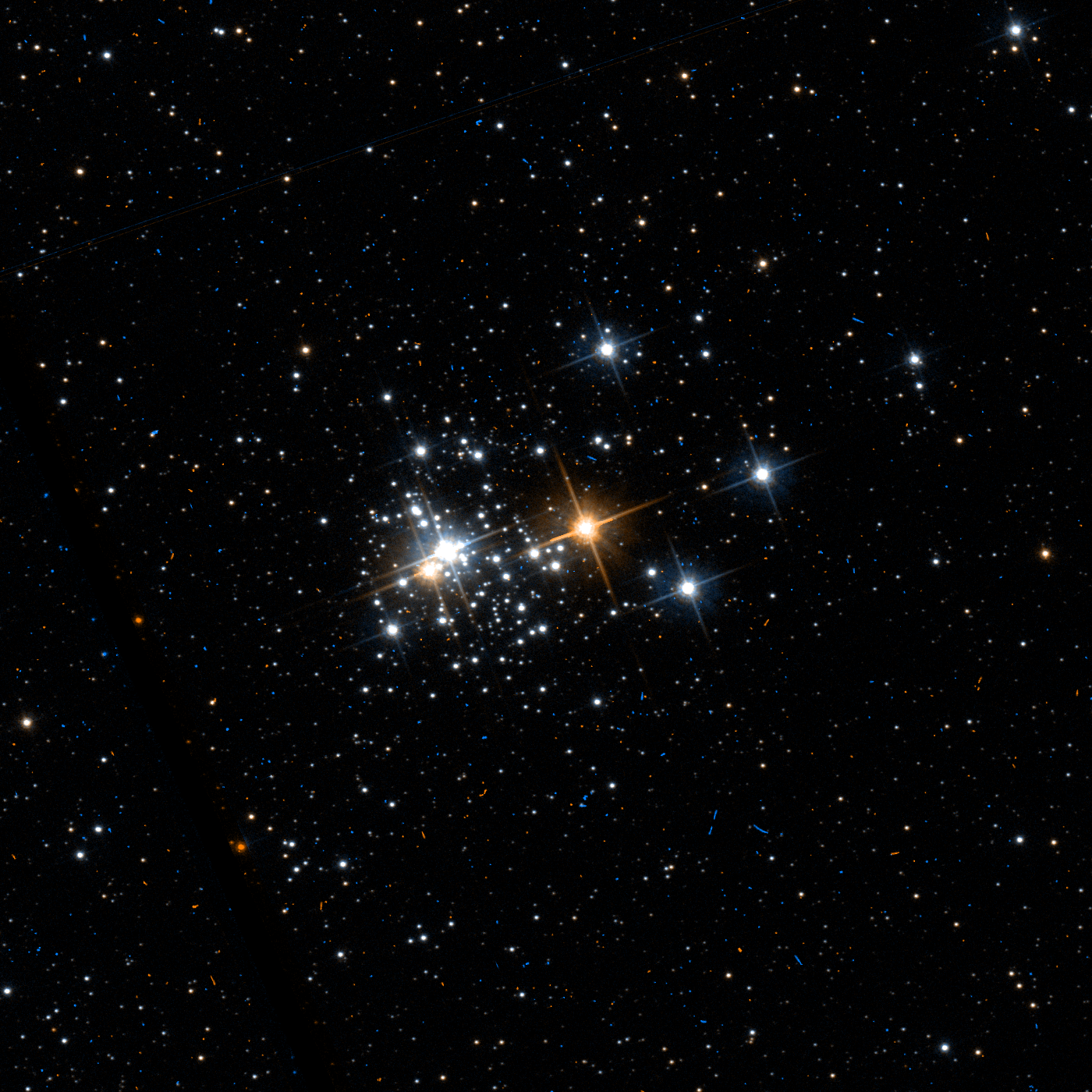
NGC 1983 par le télescope spatial Hubble.